# Belasé sedlo
Belasé sedlo ( polsky Czerwona Przełączka německy Blauseescharte maďarsky Kéktavi rés je nejnižší těsná deprese mezi Belasou vežou a Malým Kolovým štítem ve Vysokých Tatrách. 
Vyplývá ze skutečnosti, že sedlo leží pod Belasou veží. Belasá vež je pojmenována podle Belasého plesa. 

## Prvovýstup
- V létě: Jan Józef Fischer, Zygmunt Jaworski, Stanisław Krygowski, vůdci Klemens Bachleda a Józef Gąsienica Kaspruś Zuzaniak v roce 1900
- V zimě: horští vůdci a horolezci Vojtech Hudyma, Pavel Krupinský, Alojz Krupicer, Matthias Nitsch, Ján Počúvaj, Pavel Spitzkopf a Štefan Zamkovský, 26. května 1936

## Turistika
Do sedla nevede turistická cesta.